# NGC 803
NGC 803 is een spiraalvormig sterrenstelsel in het sterrenbeeld Ram. Het hemelobject werd op 15 oktober 1784 ontdekt door de Duits-Britse astronoom William Herschel.

## Synoniemen
- PGC 7849
- UGC 1554